# 开颅手术
开颅手术，亦称穿颅术，是颅骨外科手术的一种，指通过机械设备打开患者颅骨进行的非常规治疗。由于开颅手术的高风险性，例如医生的失误操作导致患者脑损伤，这个手术本身也备受争议。

## 參看
- 清醒開顱手術
- 掀臉手術